# Bigeh
Bigeh (auch Bigga, Biga, Bigge, Bigue; arabisch بيجة, DMG Bīǧa; altägyptisch Senmet und Iat-wabet; demotisch Per-wab; griechisch Abatos) ist eine Insel im ersten Katarakt des Nil in Ägypten. Sie befindet sich westlich der durch den Bau des Assuan-Staudamms versunkenen Insel Philae und südlich der heute als Philae bezeichneten Insel Agilkia. Bigeh gehörte zu den „Inseln des Osirisgrabes“ und galt in der altägyptischen Mythologie damit als Urhügel der Schöpfung. Osiris fungierte in diesem Zusammenhang als Schutzherr der Ahnen. Um die „Ruhe der Schöpfung“ nicht durch Musizieren, Jagen oder Fischerei zu stören, war jeder nichtpriesterlichen Person das Betreten einer Osirisgrab-Nilinsel verboten.

## Neuzeitliche Funde
Auf der Insel wurden bislang Fragmente einer Statue aus dem Mittleren Reich, Felsinschriften der 18. Dynastie und Reste eines ehemaligen Tempels entdeckt. Von diesem finden sich heute nur noch Teile einer von Ptolemaios XII. errichteten Vorhalle und Bruchstücke eines unter Augustus datierten Pylons. Dieser Tempel war Isis und Osiris geweiht. Er war Stationstempel mit Anlegeplatz, auf dem Prozessionsweg vom Hadrianstor auf der Westseite der ehemaligen Insel Philae, über das Wasser, zu dem beschriebenen gegenüberliegenden Tempel als Anlegestelle der Insel Bigeh und von dort weiter auf einem Landweg zum Abaton (Osirisgrab). Durch die Überflutung der Insel Philae nach dem Bau des Assuan-Staudamms und die Verlegung der Tempelanlage von Philae auf die nordwestlich gelegene Insel Agilkia in den Jahren 1977 bis 1980 kann diese Relation der beiden Tempel heute nicht mehr direkt beobachtet werden.
Unter dem Abaton vermutete man einst die Quellen des Nils. Ein Rundbogen im Tor, dem erhaltenen Rest des Pylons, zeugt von einer späteren Nutzung des Tempels als Kirche. Zu einem aus hieroglyphischen Inschriften bekannten Tempel der Hathor-Tefnut fehlen archäologische Nachweise.

## Lokale Bedeutung der Gottheiten

### Chnum
Seit der frühen 12. Dynastie galt Chnum als Herr der Insel. Er wird mit dem Erstarken des Kultes auf Philae von den Göttern des Osiriskreises zurückgedrängt.
In unternubischen Tempeln wurde seit der griechisch-römischen Zeit ein Gott mit sog. Kriegshelm als „Pharao von Bigga“ verehrt. Daneben gab es seit der Spätzeit die Gottheit Pharao, die als Sohn des Osiris mit Horus gleichgesetzt wurde. Vor ihm werden auf Philae auffallend häufig Menschenopfer dargebracht. In einer griechischen Felsinschrift auf Sehel wird ein „Gott von Senis (= Bigga)“, Petensenis, genannt. Eventuell handelt es sich um einen vergöttlichten Pharao.

### Hor-pa-chered
Der Kindgott Hor-pa-chered führte neben seiner Bezeichnung „Herr von Philae“ den Beinamen „Herr des Abatons“. Der ihm zugehörige Tempel lag am Prozessionsweg nahe der Anlegestelle. Augustus ließ Hor-pa-chered mit seinen Eltern Isis und Osiris Opfer darbringen. Außerdem ist ein König, dessen Namenskartusche leer blieb, auf einem Relief zu sehen, wie er Hathor von Bigge und Hor-pa-chered ein Kranzopfer niederlegt. Das Relief ist zwischenzeitlich schwer beschädigt.

## Namensgebung
Im Jahr 2000 wurde eine helle Stelle auf dem Jupitermond Ganymed mit der Erläuterung „Insel, auf der der ägyptische Nilgott herrschte“ nach Bigeh benannt.